# Ron Piché
Pour les articles homonymes, voir Piché.
Ronald Jacques Piché né le 22 mai 1934 à Verdun, Québec, Canada et mort le 3 février 2011, à Montréal, est un lanceur de relève droitier au baseball ayant joué dans les Ligues majeures de 1960 à 1966.

## Carrière
Signé comme agent libre par les Braves de Milwaukee en 1955, Ron Piché fait ses débuts dans les majeures le 30 mai 1960 à Pittsburgh contre les Pirates. Il remporte sa première victoire le 16 juin sur les Cubs de Chicago.
Le droitier lance quatre saisons pour les Braves, obtenant même un bref séjour dans la rotation de lanceurs partants, le temps de huit départs, en 1962. Il évolue à Milwaukee en compagnie d'un autre lanceur québécois, Claude Raymond.
Après avoir passé la saison 1964 au niveau AAA avec les Maple Leafs de Toronto de la Ligue internationale, où il présente un excellent dossier victoires-défaites de 14-3, il revient dans les majeures avec les Angels de la Californie en 1965. Il joue sa dernière saison avec les Cardinals de Saint-Louis en 1966.
Ron Piché a joué dans 134 parties des majeures, 11 comme lanceur partant et 123 comme releveur, et lancé 221 manches et un tiers. Sa fiche est de 10-16 avec une moyenne de points mérités de 4,19, 12 sauvetages et 143 retraits sur des prises.

## Après-carrière

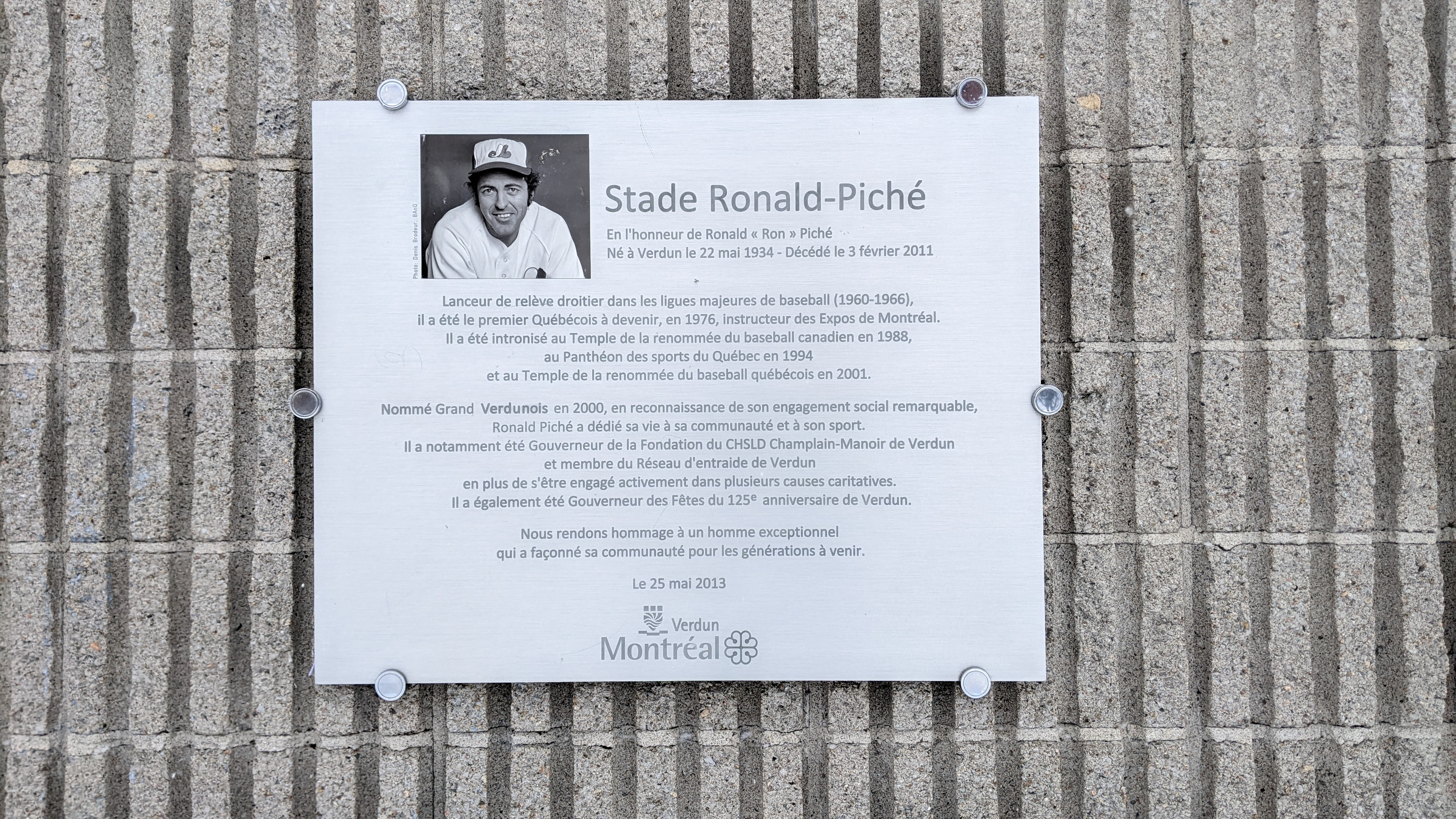
Plaque commémorative en l'honneur de Ronald Piché fixée au mur du stade Ronald-Piché.

Ron Piché a été directeur du Stade Jarry, à Montréal, au début des années 1970. Il a été instructeur au premier but pour les Expos de Montréal de la Ligue nationale en 1976, puis recruteur pour l'équipe de 1977 à 1985. Il a de plus été intronisé au Temple de la renommée du baseball canadien en 1988, au Panthéon des sports du Québec en 1994 et au Temple de la renommée du baseball québécois en 2001,.
Il est nommé Grand Verdunois en 2000.
Il meurt des suites d'un cancer le 3 février 2011. Il avait 76 ans,.
Le 25 mai 2013, le stade de baseball du parc Arthur-Terrien, situé dans l'arrondissement Verdun sur l'île de Montréal, est renommé Stade Ronald-Piché.